# Roš Chodeš
Roš chodeš (selten als Rch abgekürzt) ist ein Periodikum der jüdischen Gemeinden in Tschechien (vormals Tschechoslowakei), das seit 1934 monatlich erscheint, unter diesem Namen dann seit 1990. Der Name kommt aus der hebräischen Bezeichnung für den ersten Tag eines jeden Monats im jüdischen Kalender, in deutscher Schreibweise Rosch Chodesch, hebräisch ראש חודש.

## Geschichte
Zuerst wöchentlich, dann vierzehntäglich, erschien die Zeitschrift die überwiegende Zeit ihrer Existenz als Monatszeitschrift. Roš chodeš beruft sich dabei auf eine Tradition, die bereits 1934 mit der Vorgängerzeitschrift Věstník (deutsch etwa Nachrichtenblatt, Journal, Blatt) begann, als es noch mehrere Zeitungen und Zeitschriften für die jüdische Bevölkerung gab. Damit ist diese Zeitschrift das heute älteste noch existierende Periodikum jüdischer Gemeinden in der Tschechischen Republik.

### Věstník bis 1939, Věstník ab 1945 (Nachrichtenblatt)
Der Name des "Věstník" in der Vorkriegszeit war Věstník židovské náboženské obce (Nachrichtenblatt der jüdischen Gemeinde). Die erste Ausgabe erschien am 7. Februar 1934. Ab etwa 1938 informierte das Blatt regelmäßig über die Möglichkeiten der Auswanderung. Unmittelbar nach der nationalsozialistischen Besetzung der Tschechoslowakei und dem Ausrufen des Protektorats Böhmen und Mähren im März 1939 wurde die Zeitschrift verboten.
Am 11. September 1945 erschien die erste Nachkriegsausgabe von Věstník, dessen Name 1952 (unwesentlich) in Věstník židovských náboženských obcí v Československu (Nachrichtenblatt jüdischer Gemeinden in der Tschechoslowakei)  geändert wurde. Der Herausgeber war die Rada židovských náboženských obcí v České republice (Rat der jüdischen Gemeinden in der tschechischen Republik).

### Židovské listy (Jüdische Blätter)
Während der Zeit des Protektorats wurde Věstník durch die zweisprachigen Židovské listy (Jüdische Blätter) ersetzt; sie erschienen (zuerst unregelmäßig) ab dem 24. November 1939 bis Januar 1945 und wurden durch die Jüdische Gemeinde in Prag in Zusammenarbeit mit Ústřední sionistický svaz (Zentrale zionistische Union) herausgegeben. Sie waren der Gestapo-Zensur unterworfen. Die Zeitschrift veröffentlichte verschiedene Anweisungen und Erlasse der Protektoratsregierung, welche die jüdische Bevölkerung betrafen. Zu erwähnen ist jedoch, dass dort auch Informationen und Aufrufe zur Auswanderung erscheinen konnten, wobei der damalige Präsident der Jüdischen Gemeinde Prag sogar die Notwendigkeit und Verpflichtung eines jeden Juden, zu emigrieren, betonte. (Diese Zeitschrift ist nicht mit den gleichnamigen Židovské listy zu verwechseln, die ab 2006 in Prag erscheinen und durch die Občanská židovská společnost (Jüdische Zivilgesellschaft) Magen herausgegeben werden.)

## Gegenwart: Roš Chodeš (ab 1990)
Ähnlich wie die Vorgängerpublikationen erfüllt Roš Chodeš einerseits die Aufgabe eines religiösen Mediums und berichtet über geplante Gottesdienste, kommende jüdische Feiertage und über Texte, die in der Synagoge gelesen werden sollen. Auf der anderen Seite ist Roš Chodeš auch ein gesellschaftspolitisches Magazin und beschäftigt sich mit aktuellen jüdischen Themen in Tschechien und im Ausland, es erfüllt die Rolle eines kulturellen Mediums, bietet ein breites Spektrum an Beiträgen zu Gemeindefragen und der eigenen Identität und Tradition. Neben der religiösen Thematik spielen auch historische Themen, wie besonders der Holocaust, eine wichtige Rolle.
Roš chodeš wird durch die Föderation jüdischer Gemeinden in der Tschechischen Republik (tschechisch: Federace židovských obcí, abgekürzt FŽO) herausgegeben, die darüber hinaus auch den Verlag Sefer betreibt.